# 岡本正親

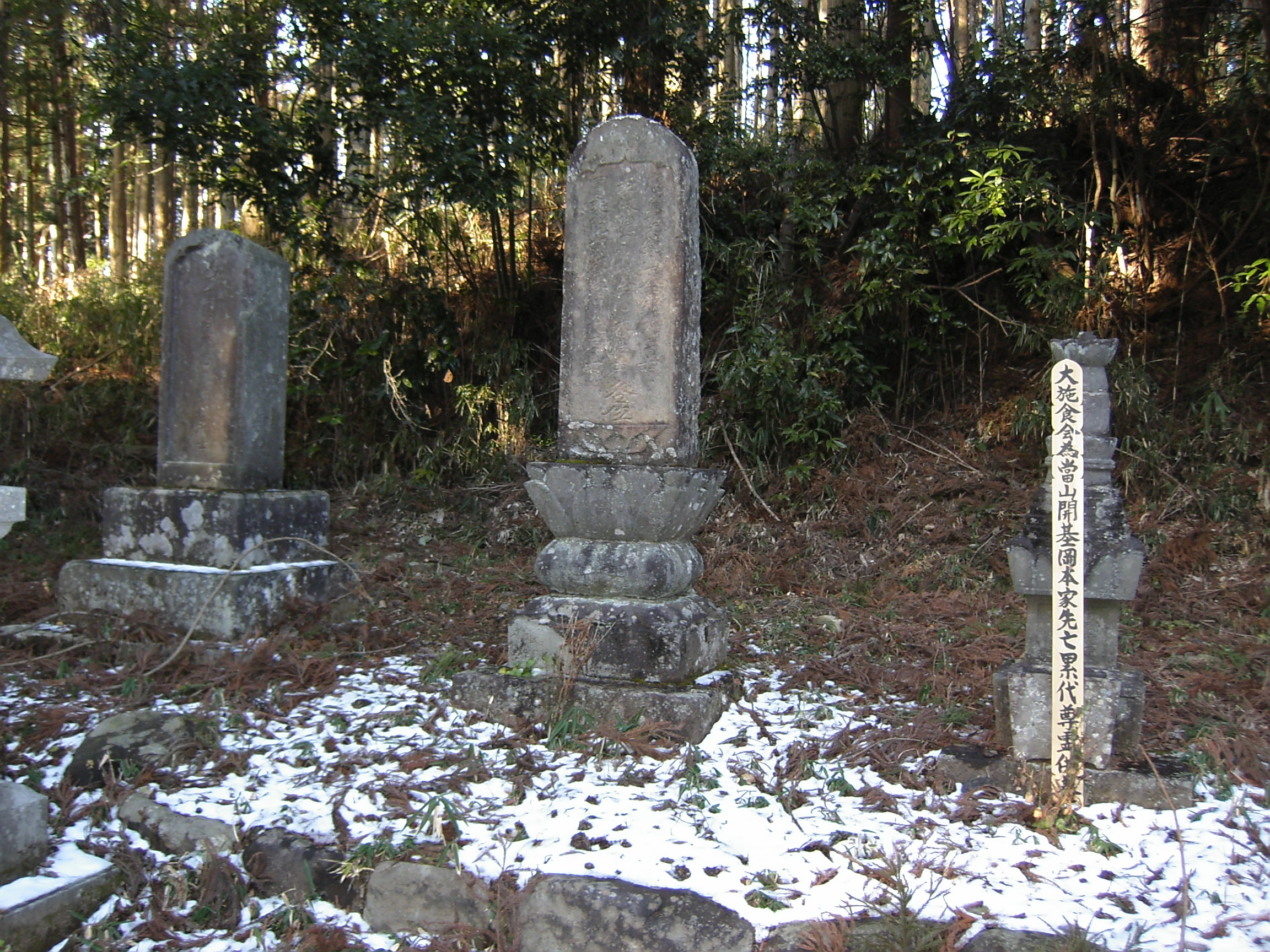
岡本正親公の墓所。向かって右端が、正親公と妻の墓。真ん中が正親の子照富と正富、正親の養子である岡本義保の墓、左端が義保の弟、岡本保忠の墓。

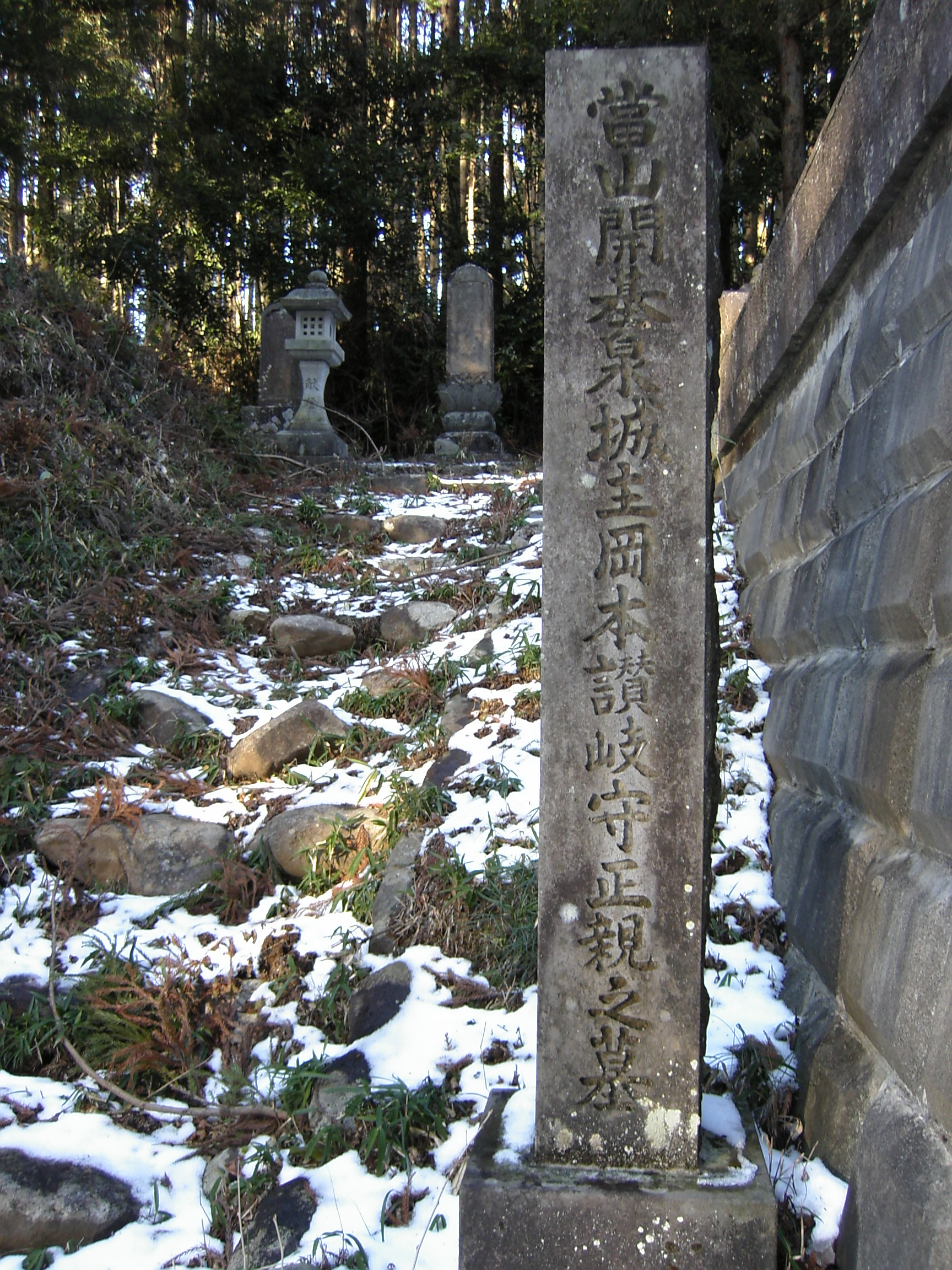

岡本 正親（おかもと まさちか）は、下野国出身の戦国時代の武将。紀清両党の片割れである芳賀氏の庶流岡本氏出身。

## 出生について
居城は、現在の栃木県矢板市大字上太田小字古城にある松ヶ嶺城。誕生もこの城と伝わる。下野国塩谷郡の国人領主の塩谷氏の重臣岡本正重の子として生まれ、父・正重が天文14年（1545年）10月に佐久山にて討死（天文18年（1549年）9月29日説もあり）すると、家督を継ぎ、岡本家の当主となる。
なお、正親については、岡本家の系図では、初代富高から数えて5代目の当主としているが、正親の祖父、3代目に当たる重親と、その父に当たるとされる2代目の正高の親子関係が年代的に見て成立しないため、正親を5代目とすることには、かなりの疑いがある。

## 塩谷家臣時代
岡本家は、祖父・重親以来、代々塩谷氏の重臣であったが、正親の代には、正親の姉が主君塩谷義孝の側室となって長子義通を生み、正親は自分の娘を義通に嫁がせていたため、義孝の家督を継いだ義孝の正室の子である義通の弟・義綱に疎まれ、一時、実質的な追放の形で塩谷の地を追われる。
追放後、正親は、照富と正富の2人の子と共に皆川広照に仕えるが、天正12年（1584年）5月7日、北条氏と佐竹・宇都宮の連合軍が戦った佐野沼尻の戦い（越名沼の戦い等とも呼ばれる）において正富・照富が討死し、落胆した正親は、2人の亡骸を大中寺に葬り、その菩提を弔うためにそのまま出家し、梅屋と称して高野山に向かう。
この際、「塩谷軍記」によれば、高野山に立ち寄った後、京都で隠遁生活をしていた正親は、かつて奥州遊覧の途中で盗賊に襲われ難儀していたところを助けた京の謡曲師道慶と再会し、この道慶のつてにより豊臣秀吉との面会が叶い、この秀吉の後ろ盾を得て、正親は、塩谷家臣として復帰する事が出来たという。この話の真偽は不明だが、事実、正親は塩谷家臣として復帰し、この時、正親は、秀吉が北条氏を攻める際には必ず参陣すると誓ったとされ、小田原征伐では、塩谷家の名代として参陣している。
そして、この功が認められて、正親は秀吉より所領泉15郷3800石を安堵され塩谷氏から独立する。この際、塩谷氏は、直接参陣しなかったので改易となったとする見解があるが、塩谷氏の系図によれば、改易となったのは文禄4年（1595年）2月8日であり、時の当主・義綱は、天正17年（1589年）6月29日に上洛して秀吉と面会し、恭順の意を表している事実とあわせて考えると、改易になったとは考え難い。ただ、塩谷家には所領の加増はなく正親が独立したため、塩谷氏にとっては、実質的な減封となったことは確かである。
なお、正親及び岡本氏が完全な塩谷氏の家臣ではなく、宇都宮氏との両属関係にあったとする見方がある。これは、同族と推定される岡本宗慶が宇都宮広綱の重臣として活動しており、正親の一族も単なる陪臣であったとは考えにくく宇都宮氏から塩谷氏の行動を監視する役目を命じられていたとするものである。しかし、小田原征伐に先立って正親が直接秀吉より安堵を得た時点で豊臣政権の直臣となったために塩谷氏や宇都宮氏との主従関係からは切り離されて両氏の改易後もそのまま所領を安堵されたと考えられている。

## 独立後
正親は、塩谷氏から独立すると、天正19年（1591年）2月、居城を松ヶ嶺城の北東2、3kmほど離れた現在の栃木県矢板市大字東泉小字高城の松頭山にあった泉城に移し、慶長2年（1597年）頃、泉城が改修を終えると松ヶ嶺城を廃城とした。さらに、この年の12月、亡くなった2人の子のために新たに鏡山寺という菩提寺を立て、それまでの菩提寺であった慈光寺に代わり、新たな菩提寺としている。
正親は、嫡子を失ったため、姉の子であり娘婿である義通の子、義保、保真、保忠を岡本家の養子に迎え、義保に岡本家の家督を譲る。そして、自らは泉城の南の荒井の地に隠居屋敷を建て住み、慶長7年（1602年）8月9日に75歳で没する。

## 参考資料
- 矢板市史
- ふるさと矢板のあゆみ
- 矢板の伝説 前編（以上、矢板市刊行物）